# Gotta Serve Somebody
Gotta Serve Somebody è un brano musicale di Bob Dylan tratto dal suo album del 1979 Slow Train Coming. La canzone venne pubblicata come singolo estratto dal disco e si aggiudicò un Grammy Award per la miglior performance vocale maschile rock del 1980. Il brano venne registrato ai Muscle Shoals Sound Studios in Alabama. È considerato l'ultimo singolo di successo su larga scala di Dylan, raggiungendo la posizione numero 24 della classifica Billboard Magazine Hot 100 negli Stati Uniti. La b-side, Trouble In Mind è un originale di Dylan che non appare nell'album.

## Il brano
Si tratta di un brano dalla forte tematica religiosa, influenzata dalla recente conversione di Dylan al Cristianesimo e dall'adesione dell'artista alla setta fondamentalista cristiana Vineyard Fellowship. Dopo aver concluso il lungo tour mondiale del 1978, Dylan passò i primi cinque mesi del 1979 frequentando un corso di studi sulla Bibbia. Quando ritornò in studio di registrazione nel maggio seguente, Gotta Serve Somebody, fu una delle prime canzoni scritte e provate. Indicativa della nuova fase religiosa intrapresa dall'artista, rischiò però di non essere inclusa nell'album in lavorazione. Nella prima sequenza dei brani da inserire nel disco che Jerry Wexler stava compilando, la canzone infatti non compariva. Dylan stesso dovette insistere parecchio per convincere il produttore ad inserirla in scaletta. Nel testo del brano, Bob Dylan dichiara perentoriamente che qualunque cosa l'uomo faccia, deve servire Dio o il Diavolo, non esistono vie di mezzo e bisogna decidere da che parte schierarsi. Musicalmente è un pezzo di Gospel Rock dalla produzione pulita e radiofonica ad opera di Mark Knopfler.

## Tracce
Lato A
1. Gotta Serve Somebody – 3:57

Lato B
1. Trouble in Mind – 4:17

## Cover
- Mavis Staples nell'album Tangled Up In Blues (1996)
- Nicholas Barron nell'album As I Am (2007)
- Natalie Cole sull'album Snowfall on the Sahara del 1999, con una nuova strofa scritta da Dylan appositamente per lei.
- Devo
- Shirley Caesar
- Francesco De Gregori con testo tradotto in italiano nell'album De Gregori canta Bob Dylan - Amore e furto (2015)
- Etta James nell'album Matriarch Of The Blues

## Reazioni e commenti
- In risposta a Gotta Serve Somebody, John Lennon scrisse e registrò il brano Serve Yourself, velenosa parodia della forte religiosità presente nella canzone di Dylan.[3] Nel suo diario, a proposito del brano di Dylan, Lennon scrisse: «La produzione di Jerry Wexler è pessima, il cantato patetico, e il testo veramente imbarazzante».[4] Anche se mai pubblicato in vita da Lennon, il brano è ora disponibile nel cofanetto antologico postumo John Lennon Anthology pubblicato nel 1998.
- A proposito del brano, il musicista australiano Nick Cave disse: «Quel trascinarsi predatorio dell'apertura, le liriche intrecciate, la voce logora e seducente, l'immensa mancanza di carità nel suo messaggio, il senso di agonia del tutto... Mi trovavo in un bar, l'avevo ascoltata al jukebox e mi guardai in giro, domandandomi come mai le vite di tutti i presenti non fossero state immediatamente cambiate da quell'ascolto».[5]
- Il cantante italiano Cesare Cremonini ha dichiarato di essersi ispirato al testo di questo brano, con una rilettura legata alla forza dell'amore, per comporre la sua canzone Figlio di un re.